# Ceryx antiopa
Ceryx antiopa là một loài bướm đêm thuộc phân họ Arctiinae, họ Erebidae.